# Тајна скупштина у Крагујевцу
Тајна скупштина у Крагујевцу је одржана 16 — 20. децембра 1827.

## Тајна скупштина у Крагујевцу
Турци нису хтели да испуне Акерманску конвенцију склопљену с Русијом, a велике силе интервенисале оу оружаном силом у циљу да се направи једна демонстрација у корист ослобођења Грчке. У Русији превладавала је ратна струја, па је опасност од новог руско-турског рата била велика. Да би Србија била поштеђена од новог ратовања, гроф Неселроде узео је на себе да једним поверљивим писмом упозна Кнеза Милоша са царевим гледиштем који је био мишљења да Србија не улази ни у какву акцију већ да са владом у Цариграду и пашом у Београду остане у најбољим односима, чувајући се и од повреда босанске границе.
Султан пак, са своје стране, једним манифестом, отворено се пред целим светом изјаснио против Акерманске конвенције, — што је значило рат кроз најкраће време, — али је налазио да није мудро да, у једном таком тренутку, одгурне од себе Србе и одрекне обавезе које је имао према њима. Стога је од Кнеза Милоша и старешина, уз редовна најлепша обећања, тражено да даду јемство да ће, у случају рата, остати неутрални, што је требало да буде потврђено једнгам писменим актом, „сенетом“ од стране кнеза и народних старешина.
Добивши ова обавештења и захтеве, Милош је одмах одлучио да се у најскоријем времену састане скупштина, на којој ће се додети закључци какво држање да се заузме у случају рата. Он је питао Народни суд где би требало одржати ту скупштину и био је мишљења да се она одржи у Београду, али је Народни суд стао на гледиште да Београд никако није згодан за састанак једне тајне скупштине на којој се имају претресати многе поверљиве ствари, па је за тај посао предложио Крагујевац где се несметано могло радити. Сем тога Народни суд је предложио да се, с обзиром на строго поверљиви карактер предмета који ће се расправљати, a који морају остати у најстрожијој тајности, на скупштину позову само најглавније старешине и да она буде тајна. Усвојивши тај предлог, Милош је сазвао скупштину за 16. децембар 1827. у Крагујевцу. Кнез Милош није присуствовао седницама, него је у име његово све предлоге подносио Народни суд.
Скупштина је, с обзиром на руске извештаје, решила да Србија остане на миру и да се народ чува од интриганата који ће га подбадати на рат. Сем тога, она је пристала и на то да се Порти даде тражени „сенет“ да ће народ остати веран Порти, с тим да народ верује да ће Порта испунити све оно на што се обавезала конвенцијом у Акерману и да ће, уз то, Кнезу Милошу признати наследност, за што је народ већ неколико пута молио. Привилегије Србима и наследност кнежевског достојанства у Србији Порта треба да призна једним султанским хатишерифом. Своја обећања, која треба да изврши кад прође ратна опасност, Порта треба да даде народу такође у облику једног „сенета“, свечане обавезе, коју она после неће моћи да порекне.
Редигован је тражени сенет који су потписали сви нахијски кнезови, па га је једна скупштинска депутација предала везиру у Београду да га пошаље Порти. Скупштина је завршила рад 20. децембра 1827.